# Morada de Pájaros
Morada de Pájaros fue una banda argentina de indie pop de la Ciudad de Buenos Aires, que tuvo su origen en la escena independiente en el año 2012. Integrada por Julián Márquez (voz y guitarra), Natalia Sabater (acordeón y voz), Franco Lombardi (teclado y sintetizadores), Pablo Lupi (bajo) y Diego D'Elia (batería) la banda combina el rock y el vals con una impronta rioplatense. Participó de festivales en Argentina tales como la Bienal de Arte Joven de Buenos Aires, el Festival Jóvenes y Derechos en Córdoba, el Festival “Arte Urbano y Memoria” en el ECuNHI (ex ESMA) entre otros. Tuvo presencia en el circuito emergente de la Ciudad de Buenos Aires hasta el año 2018.

## Historia
Luego de la disolución de su primer proyecto en conjunto, Zombolia y luego Donde pisa el Elefante en el 2012 vuelven a juntarse Julián Márquez, Diego D'Elia y Natalia Sabater para formar Morada de Pájaros y a principios del 2013 ya graban su primer EP.

Grabaron su primer disco “El principio del círculo” en el 2016 de manera independiente. El álbum fue producido en conjunto por Juanito el Cantor y contó con la participación de Pedro Bulgakov en percusión y accesorios y de Juanito el Cantor en coros y guitarras eléctricas. Fue presentado en el Caras y Caretas junto a Mateo de la Luna. El disco incluyó 12 composiciones en las que se reflejan las influencias de bandas como Beirut, Bombay Bicycle Club, Yann Tiersen, Emir Kusturica & the No Smoking Orchestra y de la escena local como Lisandro Aristimuño, Gabo Ferro, Luis Alberto Spinetta, entre otros.
"Musicalmente, El Principio del Círculo es delicado y sensible. Es capaz de integrar sonidos europeos con sudamericanos; estéticas indie, pasajes tangueros, folklóricos, bluseros y brasileros se despliegan a lo largo del disco".
En 2017, el grupo fue uno de los seleccionados por Estudio Urbano, del Gobierno de la Ciudad de Buenos Aires, para participar en “Proyecto Disco”, en el que grabaron canciones inéditas.
En 2018 publicaron su segundo disco de larga duración llamado “Por ahora”, con 9 canciones. El álbum fue dirigido, producido y mezclado por Nahuel Briones y grabado por Fernando Taverna en estudio Mixo. Contó con la participación de Eugenia Brusa, cantante de Les Mentettes, Mateo Renzulli (de Mateo de la Luna), Sebastian Scigliano y Pedro Bulgakov y fue presentado públicamente en JJ Circuito Cultural.
Compartieron escenario con proyectos musicales como Alika y Nueva Alianza, Churupaca, Paula Maffia, Los Tabaleros, Los Rusos HDP, La teoría del caos, entre otros.

## Discografía

### Álbumes
- El principio del circulo (2016)
- Por ahora (2018)

### EP
- Morada de pájaros (2013)
- Todo es eventual (2018)